# ATP Challenger Bossonnens
Der ATP Challenger Bossonnens (offiziell: Bossonnens Challenger) war ein Tennisturnier, das von 1987 bis 1991 jährlich in Bossonnens, Schweiz, stattfand. Es gehörte zur ATP Challenger Tour und wurde in der Halle auf Hartplatz gespielt.

## Liste der Sieger

### Einzel
| Jahr | Sieger               | Finalgegner      | Ergebnis      |
| ---- | -------------------- | ---------------- | ------------- |
| 1991 | Christo van Rensburg | Patrick Baur     | 6:4, 7:6      |
| 1990 | Cristiano Caratti    | Michiel Schapers | 6:4, 3:6, 7:6 |
| 1989 | Roger Smith (2)      | Petr Korda       | 7:6, 6:7, 6:4 |
| 1988 | Olli Rahnasto        | Tomas Nydahl     | 6:3, 3:6, 6:3 |
| 1987 | Roger Smith (1)      | Alexander Mronz  | 7:6, 4:6, 6:3 |

### Doppel
| Jahr | Sieger                         | Finalgegner                    | Ergebnis |
| ---- | ------------------------------ | ------------------------------ | -------- |
| 1991 | Alex Antonitsch Menno Oosting  | Michiel Schapers Daniel Vacek  | 6:3, 6:2 |
| 1990 | Michiel Schapers Roger Smith   | Henrik Holm Nils Holm          | 6:2, 7:6 |
| 1989 | Bret Garnett Kent Kinnear      | Brett Dickinson Bryan Shelton  | 7:6, 6:3 |
| 1988 | Hugo Núñez Branislav Stankovič | Bret Garnett Bill Scanlon      | 6:4, 7:6 |
| 1987 | Peter Palandjian Bud Schultz   | Heiner Moraing Alexander Mronz | 6:4, 6:3 |